# Saintpaulia ionantha
Saintpaulia ionantha är en tvåhjärtbladig växtart som beskrevs av Hermann Wendland. Saintpaulia ionantha ingår i släktet Saintpaulia och familjen Gesneriaceae.

## Underarter
Arten delas in i följande underarter:
- S. i. grandifolia
- S. i. grotei
- S. i. ionantha
- S. i. mafiensis
- S. i. occidentalis
- S. i. orbicularis
- S. i. pendula
- S. i. velutina
- S. i. diplotricha

## Bildgalleri

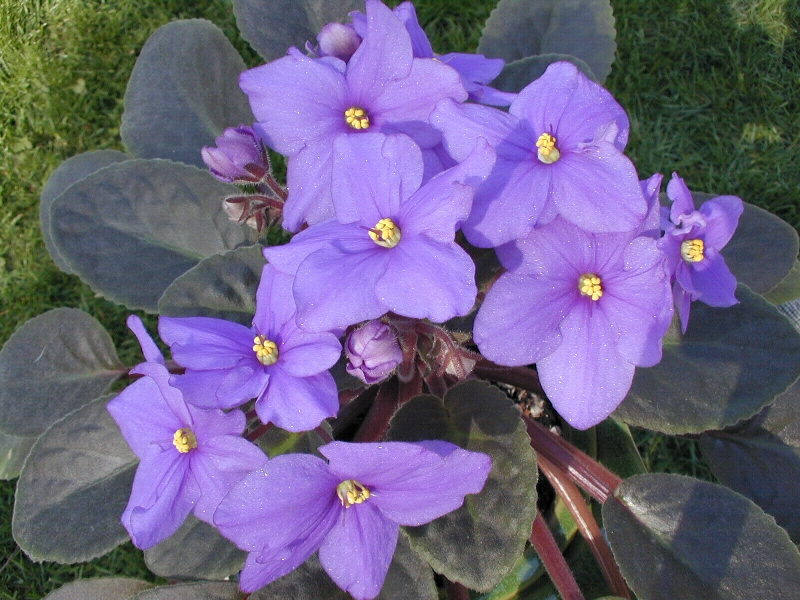
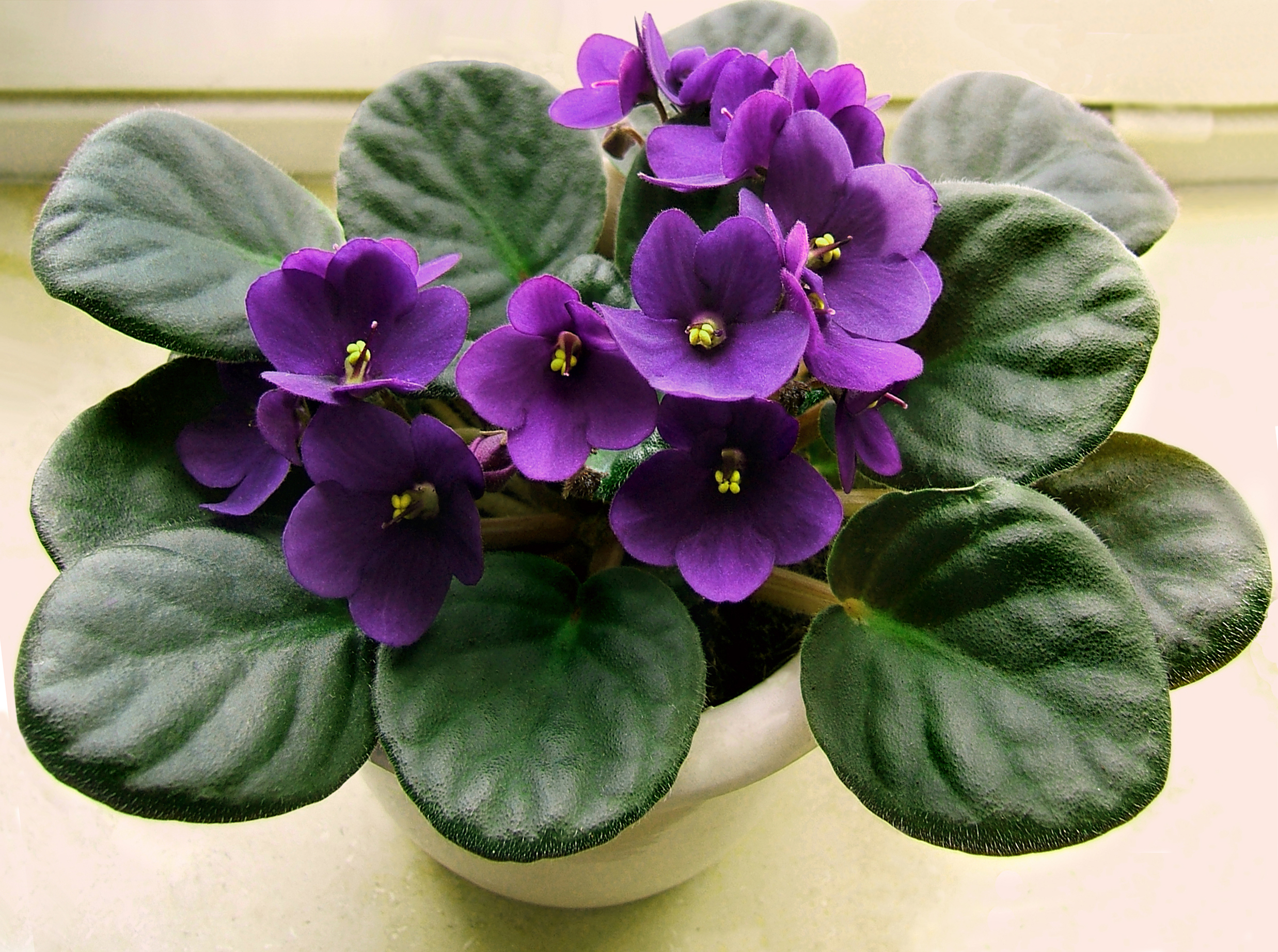
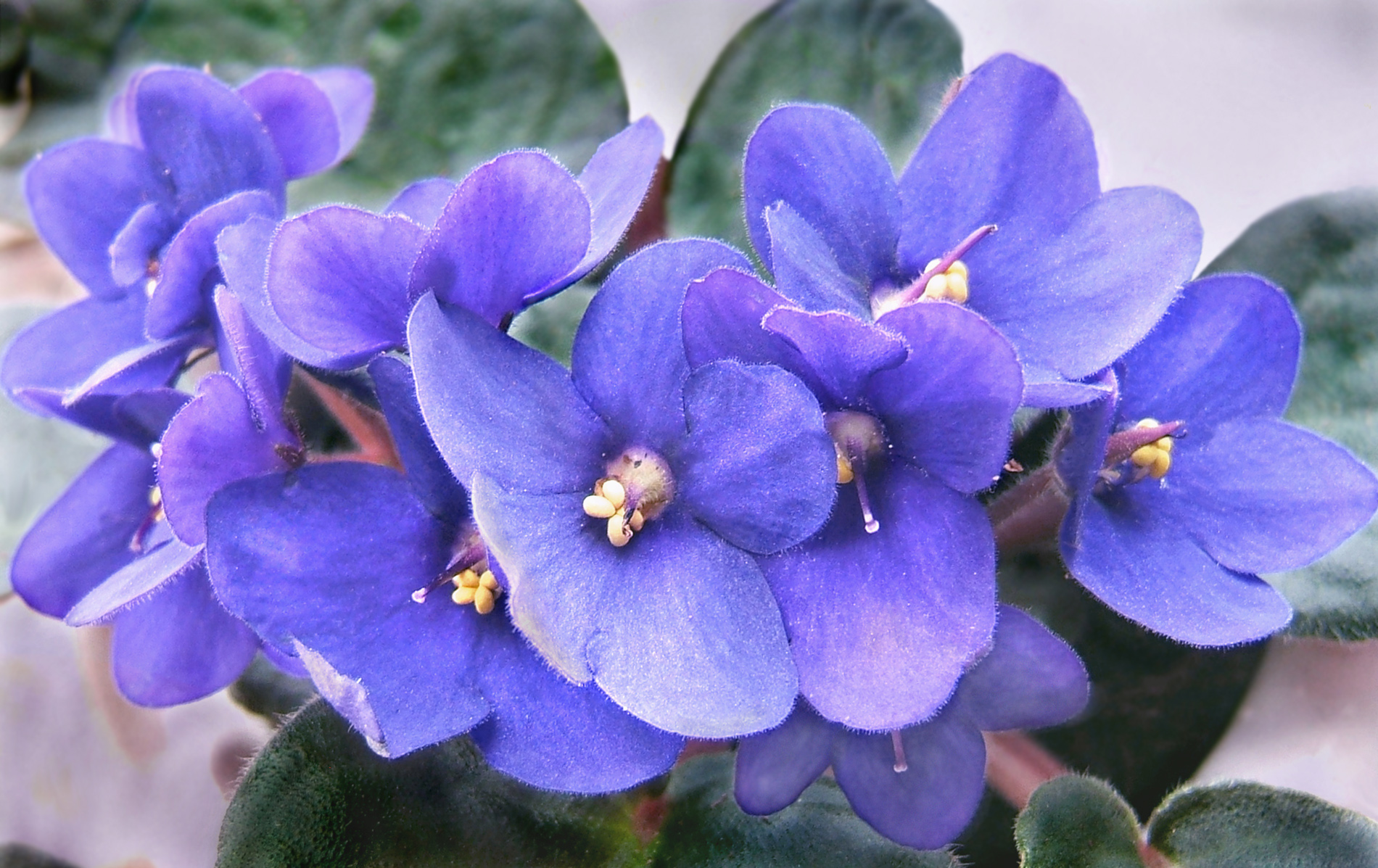
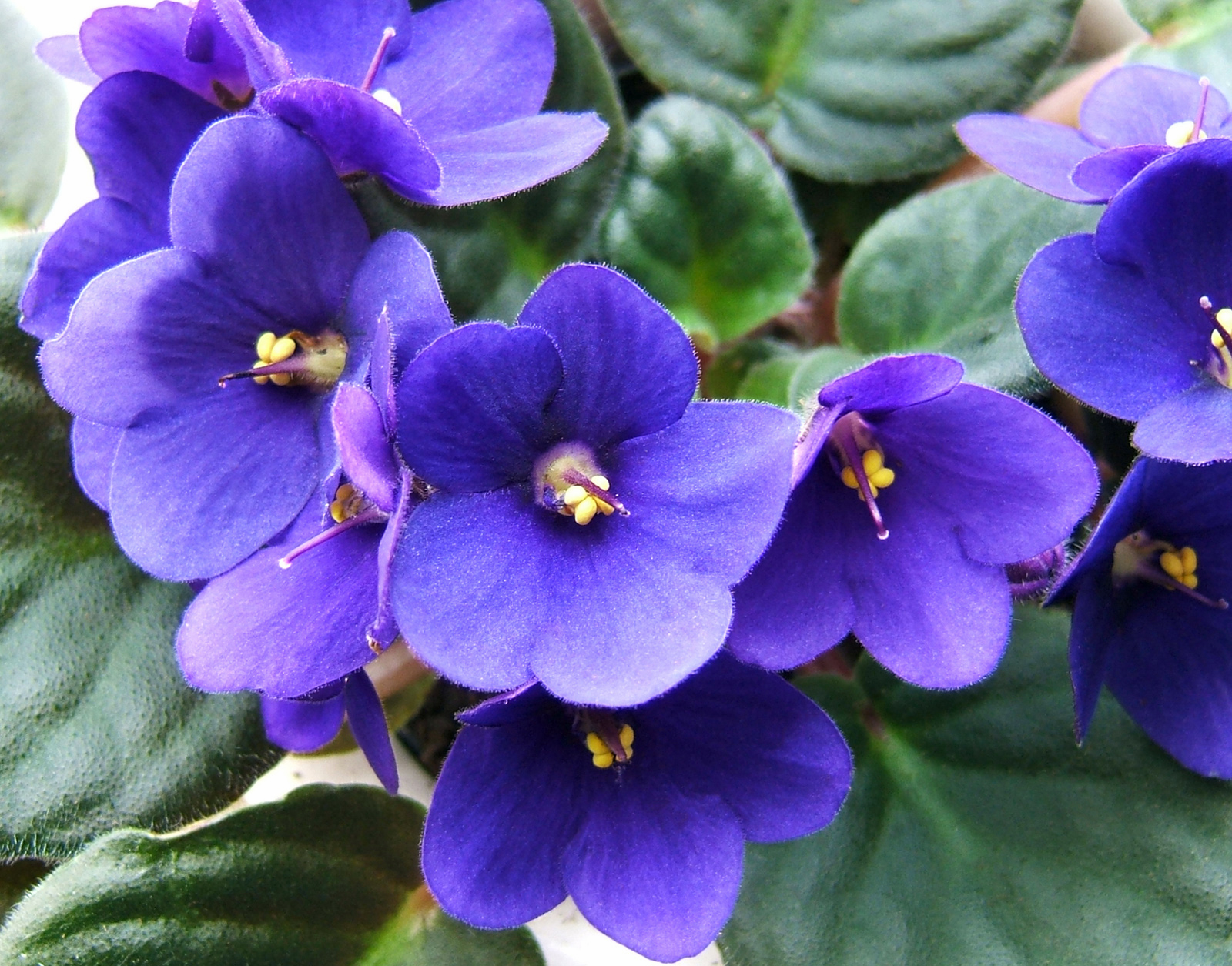
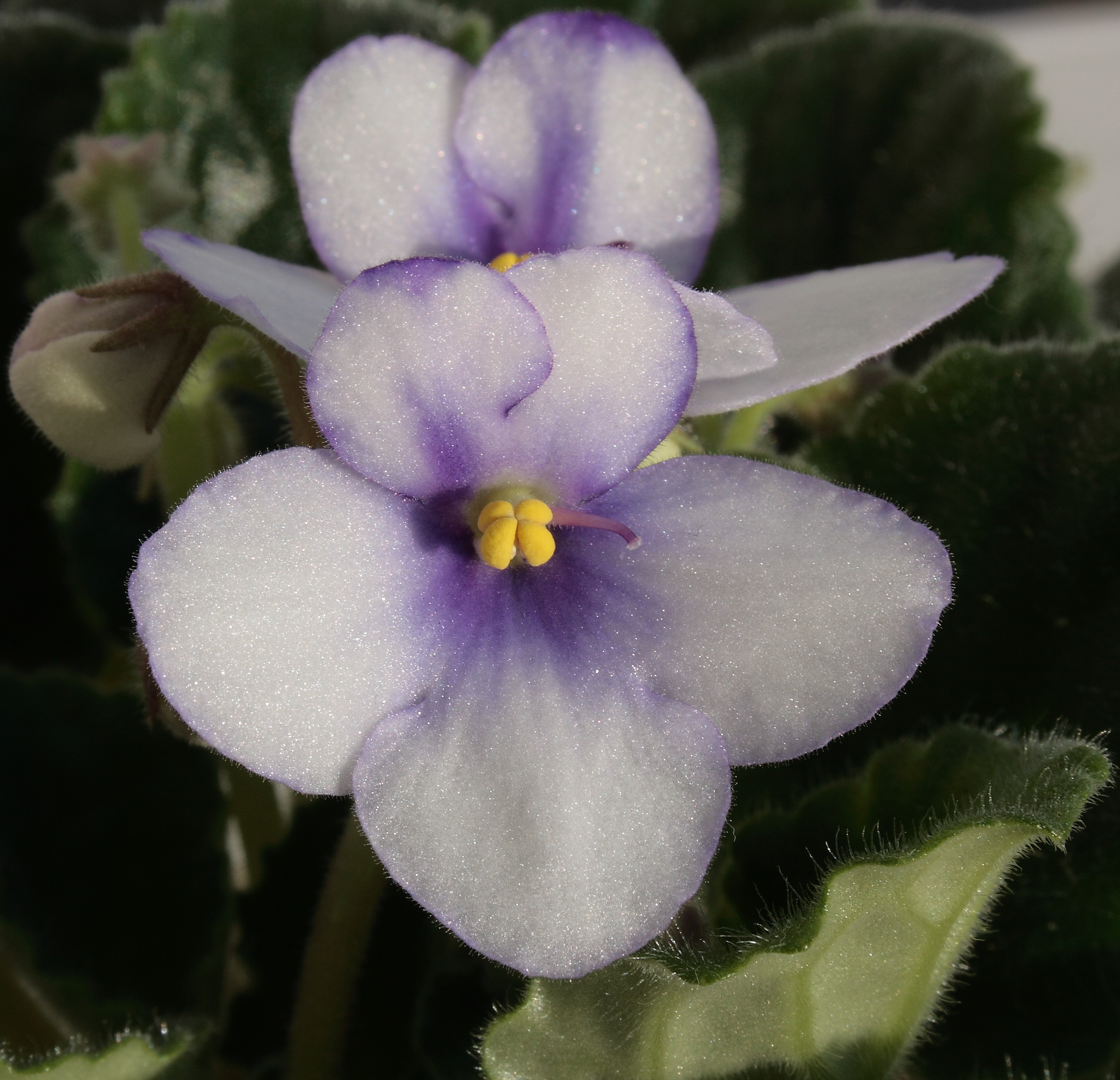
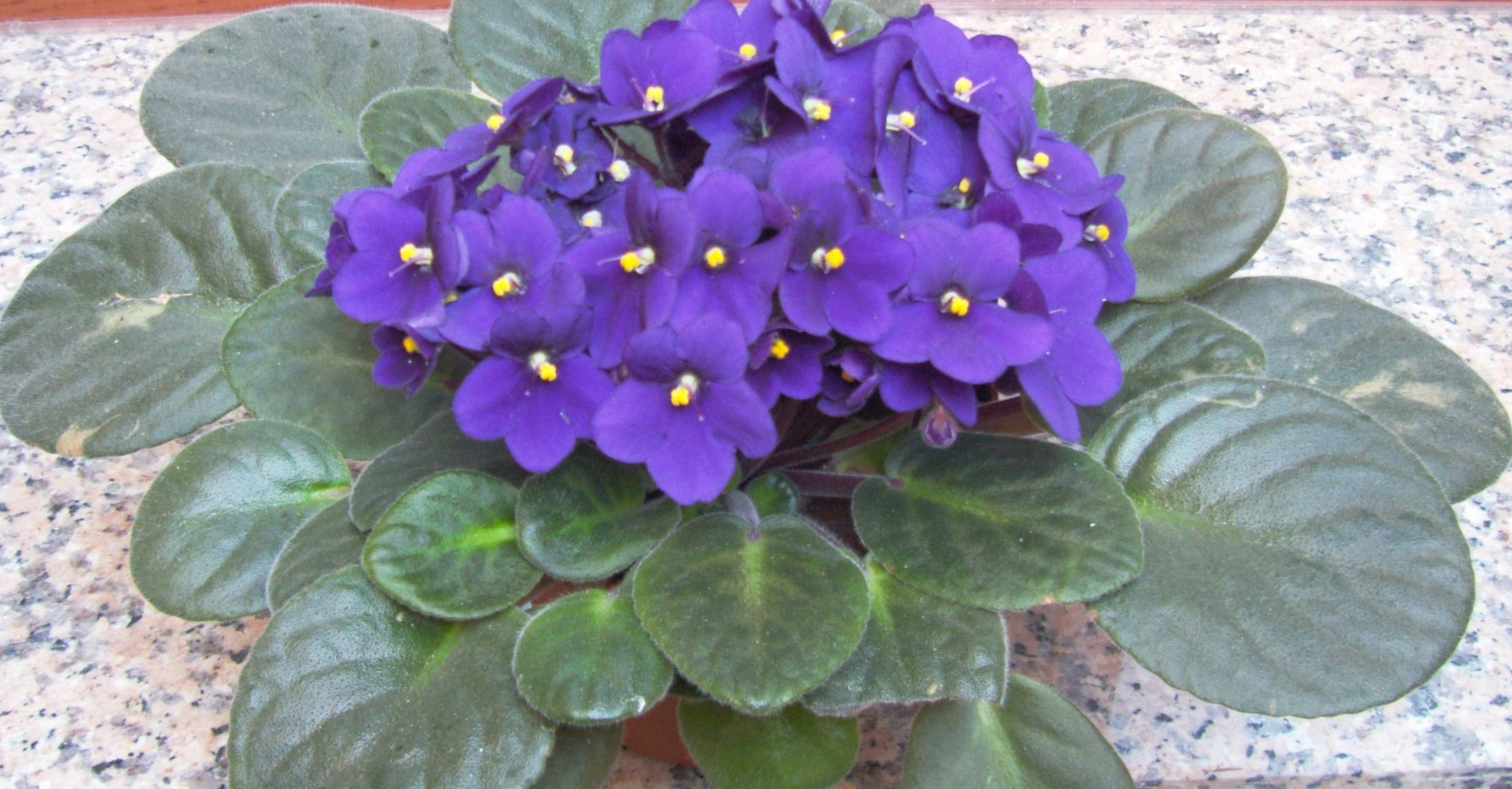